# Cathrine Axelsdatter (Krognos)

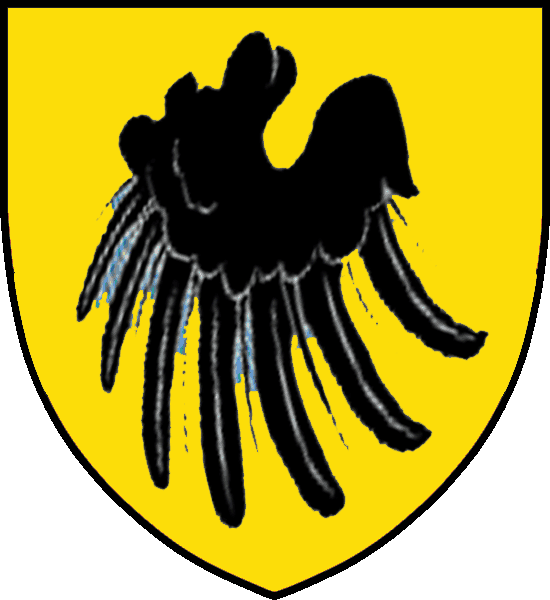
Vapensköld för danska adelsätten Krognos

Cathrine Axelsdatter Krognos, född 1393, död 1409, var en dansk-svensk godsägare. Hon efterlämnade gårdar i Halland och i Luggede och Villands härad i Skåne, som hon hade som pantlän, alla då en del av kungariket Danmark.

## Biografi
Cathrine Axelsdatters far var Axel Kettilsen (Krognos), som var väpnare och skånsk frälseman under 1300-talets senare hälft. Axel Kettilsen sägs ha 1366 tjänat den norska kungen Håkon Magnusson, beseglade 1377 i Nyborg kung Oluf Håkonssons valakt, var 1396 som pantherre hövitsman på Sölvesborg, deltog 1397 i det kungliga valet av Erik av Pommern i Kalmar. Hennes mor var Katarina Eriksdotter Puke som ägde jord i Lysings härad i Östergötland.
Catharina Axelsdatter var gift med Axel Pedersen (Tott). Hennes familjebakgrund var typisk för gränsadeln, som ibland verkade kraftfullt i politiska och militära frågor under unionstiden med de andra två riken Danmark och Norge. Hon fick 7 barn med Axel Pedersen. Två flickor dog mycket unga, och bland de andra är värda att nämnas Peder Axelsen (Tott), präst, död 1463, Oluf Axelsen (Tott), till Vallø, danskt riksråd, marsk och amiral, död 1464, Aage Axelsen (Tott), till Hjulebjerg, danskt riksråd, död 1477.
Efter hennes död gifte Axel Pedersen om sig med Ingeborg Ivarsdotter, dotter till Ivar Nilsson, svenskt riksråd, död 1417, och Margareta Tordsdotter (Bonde), död 1401. Ingeborg Ivarsdotter och Axel Pedersens barn inkluderade Erik Axelssen (Tott), till Lagnö, svenskt riksråd och riksföreståndare, död 1481, Iver Axelsen (Tott), till Lillö, svenskt och danskt riksråd, död 1487 och Laurens Axelsen (Tott), till Næsbyholm och Djursholm, svenskt riksråd, död 1483. Båda kvinnornas barn var varandra mycket nära och kallades ofta Axelsönerna. De nio sönerna blev berömda och deras dubbla nationaliteter medförde att de praktiskt nog kunde uppträda ömsom som danskar och svenskar beroende på situation.